# Coste total de propiedad
El coste total de propiedad o costo total de propiedad (proveniente del término anglosajón total cost of ownership o TCO), es un método de cálculo diseñado para ayudar a los usuarios y a los gestores empresariales a determinar los costes directos e indirectos, así como los beneficios, relacionados con un producto o sistema. Se usa específicamente para la compra de equipos o programas informáticos, y de modo creciente para el cálculo económico de soluciones energéticas sostenibles. 
El CTP ofrece un resumen final que refleja no sólo el coste de la compra sino aspectos del uso y mantenimiento. Esto incluye formación para el personal de soporte y para usuarios, el coste de operación, y de los equipos o trabajos de consultoría necesarios, etc.

## Análisis
El análisis de los costos asociados con la implantación de una tecnología puede incluir los siguientes elementos, como parte del TCO:
- Instalación, configuración, garantías y licencias de computadores y programas:
  - Servidores con su correspondiente sistema operativo.
  - Estaciones de escritorio con su correspondiente sistema operativo.
  - Implantación y configuración de la tecnología en servidores y estaciones de trabajo.
  - Dispositivos y software para establecer comunicación por redes.
- Gobierno de la tecnología:
  - Verificación de la viabilidad de las licencias respecto del uso requerido.
  - Seguimiento a las garantías y al cumplimiento de las licencias.
  - Periodicidad de las actualizaciones.
  - Migración de datos.
  - Integración con otros sistemas de información.
- Personal:
  - Usuarios.
  - Administradores.
  - Soporte técnico.
  - Seguridad informática.
- Control de riesgos, prevención de riesgos y reacción ante incidentes:
  - Realización de pruebas: funcionales, de estrés, de carga, de caídas abruptas, de concurrencia de usuarios.
  - Seguridad informática.
    - Identificación de amenazas
    - Identificación de vulnerabilidades
    - Diseño del plan de acción.

  - Auditorías periódicas (internas y externas).
  - Seguros.
  - Cifrado de datos almacenados.
  - Cifrado de las transmisiones.
  - Copias de seguridad (backups):
    - Periodicidad de realización.
    - Almacenamiento de copias (in situ o remotas).
    - Cifrado de las copias de seguridad.

  - Informática forense:
    - Investigación del incidente y determinación del procedimiento de reacción.
    - Análisis del compromiso de las copias de seguridad.
    - Recuperación de la operación a un estado seguro sin datos comprometidos.
    - Periodicidad de las actualizaciones.
    - Migración de datos.
- Operación:
  - Infraestructura física y costo del suelo.
  - Electricidad para los equipos.
  - Equipos complementarios (UPS, refrigeración, filtros de aire, deshumidificadores, etc.)
  - Seguridad de las instalaciones:
    - Personal de seguridad.
    - Control de acceso a los equipos computacionales.
    - Equipos contra incendio.
    - Equipos para suministro de electricidad en caso de cortes en el fluido normal.
- Caídas y fallas del sistema:
  - Costos asociados al tiempo fuera del aire.
  - Costos de recuperación y estabilización.
  - Disminución del desempeño (pérdidas asociadas con demoras en los tiempos de respuesta).
  - Operación bajo fallas inadvertidas (costos asociados a este riesgo).
  - Pérdida de reputación.
- Capacitación del personal (tomando en cuenta el entrenamiento inicial y las actualizaciones periódicas)
  - Capacitación a usuarios.
  - Capacitación a administradores.
  - Capacitación a personal de soporte técnico (niveles 1 a 5).
  - Capacitación a personal de seguridad.
- Costos a largo plazo.
  - Reemplazo o desmantelamiento de la tecnología.
  - Costos de escalabilidad por:
    - Crecimiento de la planta de usuarios.
    - Incremento en la cantidad de datos almacenados.
    - Cambio a alcance internacional (lenguajes, zonas horarias, divisas internacionales, etc.).

El análisis del coste total de propiedad fue creado por el Grupo Gartner en 1987 y desde entonces se ha desarrollado en diferentes metodologías y herramientas de software. Por ejemplo, la compra de un ordenador puede incluir la compra en sí misma, reparaciones, mantenimiento, actualizaciones, servicios y soporte, redes, seguridad, formación de usuarios y costes de licencias.
El concepto de CTP es muy usado en la industria automovilística. En este contexto, el CTP implica el coste de tener un vehículo, desde la compra, pasando por la gasolina y el mantenimiento y acabando en la posterior venta como usado. Los estudios de CTP entre varios modelos ayudan a los usuarios a decidir qué vehículo adquirir.